# لئو آپلت
لئو آپلت (انگلیسی: Leo Appelt؛ زادهٔ ۲۶ مهٔ ۱۹۹۷ ‏(۲۷ سال)) دوچرخه‌سوار اهل آلمان است.
وی در مسابقات کشوری و بین‌المللی در مجموع برندهٔ ۱ مدال طلا شده‌است.